# Воля-Пучневська
Воля-Пучневська (пол. Wola Puczniewska) — село в Польщі, у гміні Лютомерськ Паб'яницького повіту Лодзинського воєводства.
Населення — 94 особи (2011).
У 1975-1998 роках село належало до Серадзького воєводства.

## Демографія
Демографічна структура станом на 31 березня 2011 року:
|          | Загалом | Допрацездатний вік | Працездатний вік | Постпрацездатний вік |
| -------- | ------- | ------------------ | ---------------- | -------------------- |
| Чоловіки | 46      | 5                  | 35               | 6                    |
| Жінки    | 48      | 7                  | 30               | 11                   |
| Разом    | 94      | 12                 | 65               | 17                   |